# Bulgária az 1976. évi nyári olimpiai játékokon
Bulgária a kanadai Montréalban megrendezett 1976. évi nyári olimpiai játékok egyik részt vevő nemzete volt. Az országot az olimpián 14 sportágban 158 sportoló képviselte, akik összesen 22 érmet szereztek.

## Érmesek
| Érem  | Versenyző | Sportág    | Versenyszám                  |
| ----- | --- | ---------- | ---------------------------- |
| Arany | Ivanka Hrisztova | Atlétika   | Női súlylökés                |
| Arany | Haszan Iszaev | Birkózás   | Szabadfogás, 48 kg           |
| Arany | Zdravka Jordanova Szvetla Ocetova | Evezés     | Női kétpárevezős             |
| Arany | Szijka Kelbecseva Sztojanka Grujcseva | Evezés     | Női kormányos nélküli kettes |
| Arany | Norair Nurikjan | Súlyemelés | 56 kg                        |
| Arany | Jordan Mitkov | Súlyemelés | 75 kg                        |
| Ezüst | Nikolina Stereva | Atlétika   | Női 800 m                    |
| Ezüst | Marija Vergova | Atlétika   | Női diszkoszvetés            |
| Ezüst | Sztojan Nikolov | Birkózás   | Kötöttfogás, 90 kg           |
| Ezüst | Kamen Goranov | Birkózás   | Kötöttfogás, 100 kg          |
| Ezüst | Alekszandar Tomov | Birkózás   | Kötöttfogás, +100 kg         |
| Ezüst | Kapka Georgieva Ginka Gjurova Reni Jordanova Marijka Modeva Liljana Vaszeva | Evezés     | Női kormányos négyes         |
| Ezüst | Georgi Todorov | Súlyemelés | 60 kg                        |
| Ezüst | Trendafil Sztojcsev | Súlyemelés | 82,5 kg                      |
| Ezüst | Krasztyu Szemerdzsiev | Súlyemelés | 110 kg                       |
| Bronz | Jordanka Blagoeva | Atlétika   | Női magasugrás               |
| Bronz | Sztefan Angelov | Birkózás   | Kötöttfogás, 48 kg           |
| Bronz | Ivan Kolev | Birkózás   | Kötöttfogás, 82 kg           |
| Bronz | Dimo Kosztov | Birkózás   | Szabadfogás, 100 kg          |
| Bronz | Nemzeti válogatott Kraszimira Bogdanova Diana Dilova Kraszima Gjurova Nadka Golcseva Todorka Jordanova Petkana Makaveeva Penka Metodieva Sznezsana Mihajlova Margarita Starkelova Gergina Szkerlatova Marija Sztojanova Penka Sztojanova | Kosárlabda | Női                          |
| Bronz | Vladimir Kolev | Ökölvívás  | Kisváltósúly                 |
| Bronz | Atanasz Sopov | Súlyemelés | 90 kg                        |

## Atlétika
Férfi
| Versenyző      | Versenyszám | Előfutam | Előfutam | Előfutam | Negyeddöntő | Negyeddöntő | Negyeddöntő | Elődöntő | Elődöntő | Elődöntő | Döntő | Döntő    |
| Versenyző      | Versenyszám | Idő      | Hely.    | Össz.    | Idő         | Hely.       | Össz.       | Idő      | Hely.    | Össz.    | Idő   | Helyezés |
| -------------- | ----------- | -------- | -------- | -------- | ----------- | ----------- | ----------- | -------- | -------- | -------- | ----- | -------- |
| Petar Petrov   | 100 m       | 10,46    | 1.       | 8.       | 10,30       | 3.          | 4.          | 10,30    | 4.       | 5.*      | 10,35 | 8.       |
| Janko Bratanov | 400 m gát   | 51,84    | 4.       | 15.      |             |             |             | 50,11    | 3.       | 8.       | 50,03 | 6.       |

| Versenyző        | Versenyszám   | Selejtező | Selejtező | Döntő    | Döntő    |
| Versenyző        | Versenyszám   | Eredmény  | Helyezés  | Eredmény | Helyezés |
| ---------------- | ------------- | --------- | --------- | -------- | -------- |
| Velko Velev      | Diszkoszvetés | 63,54 m   | 2.        | 60,94 m  | 10.      |
| Valentin Dzsonev | Gerelyhajítás | 80,84 m   | 12.       | 73,88 m  | 14.      |

Női
| Versenyző                                                       | Versenyszám     | Előfutam | Előfutam | Előfutam | Negyeddöntő | Negyeddöntő | Negyeddöntő | Elődöntő | Elődöntő | Elődöntő | Döntő   | Döntő    |
| Versenyző                                                       | Versenyszám     | Idő      | Hely.    | Össz.    | Idő         | Hely.       | Össz.       | Idő      | Hely.    | Össz.    | Idő     | Helyezés |
| --------------------------------------------------------------- | --------------- | -------- | -------- | -------- | ----------- | ----------- | ----------- | -------- | -------- | -------- | ------- | -------- |
| Lilijana Panajotova                                             | 200 m           | 23,49    | 4.       | 16.      | 23,87       | 7.          | 23.         | kiesett  | kiesett  | kiesett  | kiesett | kiesett  |
| Liljana Todorova                                                | 800 m           | 2:00,54  | 2.       | 8.       |             |             |             | 2:01,97  | 7.       | 12.      | kiesett | kiesett  |
| Szvetla Zlateva                                                 | 800 m           | 1:59,24  | 1.       | 1.       |             |             |             | 1:57,93  | 3.       | 6.       | 1:57,21 | 6.       |
| Nikolina Stereva                                                | 800 m           | 2:01,02  | 2.       | 12.      |             |             |             | 1:57,35  | 2.       | 3.       | 1:55,42 |          |
| Nikolina Stereva                                                | 1500 m          | 4:08,38  | 4.       | 10.      |             |             |             | 4:02,33  | 2.       | 2.       | 4:06,57 | 4.       |
| Veszela Jacinszka                                               | 1500 m          | 4:12,72  | 3.       | 21.      |             |             |             | 4:07,89  | 6.       | 14.      | kiesett | kiesett  |
| Roszica Pehlivanova                                             | 1500 m          | 4:13,11  | 6.       | 24.      |             |             |             | kiesett  | kiesett  | kiesett  | kiesett | kiesett  |
| Penka Szokolova                                                 | 100 m gát       | 13,52    | 3.       | 13.      |             |             |             | 13,67    | 7.       | 11.      | kiesett | kiesett  |
| Jordanka Ivanova Szvetla Zlateva Ivanka Bonova Liljana Todorova | 4 × 400 m váltó | 3:31,08  | 5.       | 9.       |             |             |             |          |          |          | kiesett | kiesett  |

| Versenyző           | Versenyszám   | Selejtező | Selejtező | Döntő                    | Döntő                    |
| Versenyző           | Versenyszám   | Eredmény  | Helyezés  | Eredmény                 | Helyezés                 |
| ------------------- | ------------- | --------- | --------- | ------------------------ | ------------------------ |
| Jordanka Blagoeva   | Magasugrás    | 180 cm    | 4.**      | 191 cm                   |                          |
| Ekaterina Nedeva    | Távolugrás    | 616 cm    | 15.       | kiesett                  | kiesett                  |
| Lilijana Panajotova | Távolugrás    | 622 cm    | 11.       | érvényes kísérlet nélkül | érvényes kísérlet nélkül |
| Ivanka Hrisztova    | Súlylökés     |           |           | 21,16 m                  |                          |
| Elena Sztojanova    | Súlylökés     |           |           | 18,89 m                  | 8.                       |
| Marija Vergova      | Diszkoszvetés | 57,96 m   | 10.       | 67,30 m                  |                          |
| Jordanka Peeva      | Gerelyhajítás | 56,74 m   | 9.        | 52,24 m                  | 12.                      |

| Versenyző       | Versenyszám | 100 m gát | 100 m gát | Súlylökés | Súlylökés | Magasugrás | Magasugrás | Távolugrás | Távolugrás | 200 m | 200 m | Végeredmény | Végeredmény |
| Versenyző       | Versenyszám | Idő       | Pont      | Eredmény  | Pont      | Eredmény   | Pont       | Eredmény   | Pont       | Idő   | Pont  | Pont        | Helyezés    |
| --------------- | ----------- | --------- | --------- | --------- | --------- | ---------- | ---------- | ---------- | ---------- | ----- | ----- | ----------- | ----------- |
| Penka Szokolova | Ötpróba     | 13,32     | 1077      | 13,70 m   | 774       | 164 cm     | 783        | 593 cm     | 828        | 24,95 | 891   | 4353        | 9.          |

* - három másik versenyzővel azonos időt ért el

** - nyolc másik versenyzővel azonos eredményt ért el

## Birkózás
Kötöttfogású
| Versenyző           | Versenyszám | 1. forduló                             | 2. forduló                          | 3. forduló                           | 4. forduló                       | 5. forduló                          | 6. forduló                 | 7. forduló        | Döntő | Helyezés    |
| Versenyző           | Versenyszám | Ellenfél Eredmény                      | Ellenfél Eredmény                   | Ellenfél Eredmény                    | Ellenfél Eredmény                | Ellenfél Eredmény                   | Ellenfél Eredmény          | Ellenfél Eredmény | Ellenfél Eredmény                                                                                           | Helyezés    |
| ------------------- | ----------- | -------------------------------------- | ----------------------------------- | ------------------------------------ | -------------------------------- | ----------------------------------- | -------------------------- | ----------------- | --- | ----------- |
| Sztefan Angelov     | 48 kg       | I Incshang (Lee In-chang) (KOR) · 20-6 | Antonio Quistelli (ITA) · kizárták  | Khalil Zadeh (IRI) · kizárták        | Salih Bora (TUR) · kizárták      | Gheorghe Berceanu (ROU) · 3-4       |                            |                   | 1. mérkőzés · Alekszej Sumakov (URS) · 4-5 · Hozott eredmény · Gheorghe Berceanu (ROU) · 3-4                |             |
| Petar Kirov         | 52 kg       | Nicu Gingă (ROU) · feladta (sérülés)   | visszalépett                        | kiesett                              | kiesett                          | kiesett                             |                            |                   | kiesett | helyezetlen |
| Kraszimir Sztefanov | 57 kg       | Nyamyn Jargalsaikhan (MGL) · kizárták  | Josef Krysta (TCH) · 9-16           | Doug Yeats (CAN) · kétvállas         | Ivica Frgić (YUG) · 3-7          | kiesett                             |                            |                   | kiesett | 6.          |
| Sztojan Lazarov     | 62 kg       | Joaquim Jesus Vieira (POR) · kétvállas | Mehmet Uysal (TUR) · 5-10           | Kazimierz Lipień (POL) · 0-16        | kiesett                          | kiesett                             | kiesett                    | kiesett           | kiesett | 8.          |
| Nedelcso Nedev      | 68 kg       | Szuren Nalbangyan (URS) · kizárták     | Sergio Fiszman (ARG) · kétvállas    | Andrzej Supron (POL) · 7-9           | kiesett                          | kiesett                             | kiesett                    |                   | kiesett | helyezetlen |
| Janko Sopov         | 74 kg       | Toma Mihály (HUN) · kizárták           | Karl-Heinz Helbing (FRG) · kizárták | Vítězslav Mácha (TCH) · 2-12         | kiesett                          | kiesett                             |                            |                   | kiesett | helyezetlen |
| Ivan Kolev          | 82 kg       | André Bouchoule (FRA) · 16-2           | Franz Pitschmann (AUT) · kétvállas  | Ion Enache (ROU) · 8-8               | erőnyerő                         | Vlagyimir Csebokszarov (URS) · 7-14 | Momir Petković (YUG) · 5-9 |                   | Hozott eredmény · Vlagyimir Csebokszarov (URS) · 7-14 · Hozott eredmény · Momir Petković (YUG) · 5-9        |             |
| Sztojan Nikolov     | 90 kg       | Darko Nišavić (YUG) · 10-3             | James Johnson (USA) · kétvállas     | Frank Andersson (SWE) · 10-4         | Séllyei István (HUN) · kizárták  | Valerij Rezancev (URS) · 6-6        |                            |                   | 1. mérkőzés · Czesław Kwieciński (POL) · kizárták · Hozott eredmény · Valerij Rezancev (URS) · 6-6          |             |
| Kamen Goranov       | 100 kg      | Heinz Schäfer (FRG) · kétvállas        | Nyikolaj Balbosin (URS) · kizárták  | Nicolae Martinescu (ROU) · kétvállas | Tore Hem (NOR) · kétvállas       |                                     |                            |                   | Hozott eredmény · Nyikolaj Balbosin (URS) · kizárták · 2. mérkőzés · Andrzej Skrzydlewski (POL) · 6-2       |             |
| Alekszandar Tomov   | +100 kg     | William Lee (USA) · kétvállas          | Mamadou Sakho (SEN) · kétvállas     | Rovnyai János (HUN) · kizárták       | Henryk Tomanek (POL) · kétvállas |                                     |                            |                   | 2. mérkőzés · Alekszandr Kolcsinszkij (URS) · 6-12 · 3. mérkőzés · Roman Codreanu (ROU) · feladta (sérülés) |             |

Szabadfogású
| Versenyző         | Versenyszám | 1. forduló                        | 2. forduló                              | 3. forduló                      | 4. forduló                        | 5. forduló                                  | 6. forduló                  | Döntő                                                                                       | Helyezés    |
| Versenyző         | Versenyszám | Ellenfél Eredmény                 | Ellenfél Eredmény                       | Ellenfél Eredmény               | Ellenfél Eredmény                 | Ellenfél Eredmény                           | Ellenfél Eredmény           | Ellenfél Eredmény                                                                           | Helyezés    |
| ----------------- | ----------- | --------------------------------- | --------------------------------------- | ------------------------------- | --------------------------------- | ------------------------------------------- | --------------------------- | ------------------------------------------------------------------------------------------- | ----------- |
| Haszan Iszaev     | 48 kg       | Miguel Alonso (CUB) · 25-8        | Sobhan Rouhi (IRI) · kétvállas          | Ray Takahashi (CAN) · 18-3      | Roman Dmitrijev (URS) · 7-9       | Kim Hvagjong (Kim Hwa-gyeong) (KOR) · 16-13 |                             | Hozott eredmény · Roman Dmitrijev (URS) · 7-9 · 2. mérkőzés · Kudó Akira (JPN) · kizárták   |             |
| Nermedin Szelimov | 52 kg       | Kamil Özdağ (TUR) · 8-6           | Gordon Bertie (CAN) · 11-3              | Władysław Stecyk (POL) · 8-11   | Eloy Abreu (CUB) · 9-9            | Cson Heszop (Jeon Hae-Seop) (KOR) · 3-10    |                             | kiesett                                                                                     | 5.          |
| Miho Dukov        | 57 kg       | Arai Maszao (JPN) · 9-13          | Gordon Smith (AUS) · kétvállas          | Gigel Anghel (ROU) · 32-1       | Zbigniew Żedzicki (POL) · 14-7    | Ramezan Kheder (IRI) · 12-8                 | Vlagyimir Jumin (URS) · 4-9 | kiesett                                                                                     | 4.          |
| Ivan Jankov       | 62 kg       | erőnyerő                          | Marco Terán (ECU) · kizárták            | Petre Coman (ROU) · 14-2        | Maekava Kenkicsi (JPN) · kizárták | Zeveg Ojdov (MGL) · kétvállas               | kiesett                     | kiesett                                                                                     | 5.          |
| Doncso Zsekov     | 68 kg       | Kocsis János (HUN) · 9-4          | José Ramos (CUB) · 4-9                  | Lennart Lundell (SWE) · 17-3    | Eberhard Probst (GDR) · 13-5      | Tsedendambyn Natsagdorj (MGL) · 7-7         | Lloyd Keaser (USA) · 5-9    | kiesett                                                                                     | 4.          |
| Jancso Pavlov     | 74 kg       | Toma Mihály (HUN) · 21-0          | Manszur Barzegar (IRI) · 5-11           | Ruszlan Asuralijev (URS) · 4-13 | kiesett                           | kiesett                                     |                             | kiesett                                                                                     | helyezetlen |
| Iszmail Abilov    | 82 kg       | Motegi Maszaru (JPN) · kétvállas  | Chimidiin Gochoosüren (MGL) · kétvállas | Viktor Novozsilov (URS) · 2-11  | Vasile Iorga (ROU) · kétvállas    | Mehmet Uzun (TUR) · kizárták                | kiesett                     | kiesett                                                                                     | 5.          |
| Sukri Ljutviev    | 90 kg       | Keijo Manni (FIN) · kétvállas     | Ben Peterson (USA) · 13-14              | Stelian Morcov (ROU) · kizárták | kiesett                           | kiesett                                     | kiesett                     | kiesett                                                                                     | helyezetlen |
| Dimo Kosztov      | 100 kg      | Steve Daniar (CAN) · kétvállas    | Enache Panait (ROU) · kétvállas         | Ivan Jarigin (URS) · 5-16       | Simizu Kazuo (JPN) · 9-6          | Petr Drozda (TCH) · kétvállas               |                             | 1. mérkőzés · Russell Hellickson (USA) · 6-12 · Hozott eredmény · Ivan Jarigin (URS) · 5-16 |             |
| Nikola Dinev      | +100 kg     | Heinz Eichelbaum (FRG) · kizárták | Einar Gundersen (NOR) · kizárták        | Roland Gehrke (GDR) · kétvállas | Szoszlan Angyijev (URS) · 3-8     | Balla József (HUN) · 3-6                    | kiesett                     | kiesett                                                                                     | 5.          |

## Cselgáncs
| Versenyző        | Versenyszám  | Csoport | Selejtező         | 32-es főtábla                                     | Nyolcaddöntő                | Negyeddöntő       | Elődöntő          | Vigaszág negyeddöntő | Vigaszág elődöntő | Bronz- mérkőzés   | Döntő             | Helyezés    |
| Versenyző        | Versenyszám  | Csoport | Ellenfél Eredmény | Ellenfél Eredmény                                 | Ellenfél Eredmény           | Ellenfél Eredmény | Ellenfél Eredmény | Ellenfél Eredmény    | Ellenfél Eredmény | Ellenfél Eredmény | Ellenfél Eredmény | Helyezés    |
| ---------------- | ------------ | ------- | ----------------- | ------------------------------------------------- | --------------------------- | ----------------- | ----------------- | -------------------- | ----------------- | ----------------- | ----------------- | ----------- |
| Parvan Parvanov  | Könnyűsúly   | B       |                   | David Saad (LIB) · GY                             | Bakhvain Buyadaa (MGL) · V  | kiesett           | kiesett           |                      |                   |                   |                   | 12.         |
| Georgi Georgiev  | Váltósúly    | A       |                   | Mahfoud Ben (MAR) · visszalépett                  | Vaccinuf Morrison (GBR) · V | kiesett           | kiesett           |                      |                   |                   |                   | 13.         |
| Kiril Petkov     | Középsúly    | B       |                   | Csong Incshol (Jong In-Chol) (PRK) · visszalépett | kiesett                     | kiesett           | kiesett           |                      |                   |                   |                   | helyezetlen |
| Cancso Atanaszov | Félnehézsúly | B       | erőnyerő          | An Ungnam (An Ung-Nam) (PRK) · V                  | kiesett                     | kiesett           | kiesett           |                      |                   |                   |                   | 18.         |
| Emil Petrunov    | Nehézsúly    | A       |                   | erőnyerő                                          | Keith Remfry (GBR) · V      | kiesett           | kiesett           | kiesett              |                   |                   |                   | 12.         |

## Evezés
Férfi
| Versenyző                                                                        | Versenyszám              | Előfutam | Előfutam | Vigaszág | Vigaszág | Elődöntő | Elődöntő | Döntő | Döntő   | Döntő | Helyezés |
| Versenyző                                                                        | Versenyszám              | Idő      | Hely.    | Idő      | Hely.    | Idő      | Hely.    | Típus | Idő     | Hely. | Helyezés |
| -------------------------------------------------------------------------------- | ------------------------ | -------- | -------- | -------- | -------- | -------- | -------- | ----- | ------- | ----- | -------- |
| Valentin Sztoev Georgi Georgiev                                                  | Kormányos nélküli kettes | 6:58,96  | 2.       | erőnyerő | erőnyerő | 6:33,23  | 3.       | A     | 7:37,42 | 5.    | 5.       |
| Rumen Hrisztov Cvetan Petkov Todor Kisev (kormányos)                             | Kormányos kettes         | 7:24,44  | 1.       | erőnyerő | erőnyerő | 7:01,10  | 1.       | A     | 8:11,27 | 4.    | 4.       |
| Jordan Valcsev Mincso Nikolov Hriszto Zselev Eftim Gerzilov                      | Négypárevezős            | 5:57,19  | 3.       | 5:49,38  | 2.       |          |          | A     | 6:32,04 | 5.    | 5.       |
| Dimitar Valov Dimitar Janakiev Todor Mrankov Rumjan Hrisztov                     | Kormányos nélküli négyes | 6:20,71  | 3.       | erőnyerő | erőnyerő | 6:06,58  | 5.       | B     | 6:41,36 | 1.    | 7.       |
| Lacsezar Bojcsev Nacso Mincsev Ivan Botev Kiril Kircsev Nenko Dobrev (kormányos) | Kormányos négyes         | 6:43,69  | 4.       | 6:23,47  | 2.       | 6:13,26  | 2.       | A     | 6:52,88 | 5.    | 5.       |

Női
| Versenyző                                                                                            | Versenyszám              | Előfutam | Előfutam | Vigaszág | Vigaszág | Döntő | Döntő   | Döntő | Helyezés |
| Versenyző                                                                                            | Versenyszám              | Idő      | Hely.    | Idő      | Hely.    | Típus | Idő     | Hely. | Helyezés |
| --- | ------------------------ | -------- | -------- | -------- | -------- | ----- | ------- | ----- | -------- |
| Roszica Szpaszova                                                                                    | Egypárevezős             | 3:42,67  | 1.       | erőnyerő | erőnyerő | A     | 4:10,86 | 4.    | 4.       |
| Szvetla Ocetova Zdravka Jordanova                                                                    | Kétpárevezős             | 3:25,05  | 1.       | erőnyerő | erőnyerő | A     | 3:44,36 | 1.    |          |
| Szijka Kelbecseva Sztojanka Grujcseva                                                                | Kormányos nélküli kettes | 3:33,24  | 2.       | 3:48,73  | 1.       | A     | 4:01,22 | 1.    |          |
| Ginka Gjurova Liljana Vaszeva Reni Jordanova Marijka Modeva Kapka Georgieva (kormányos)              | Kormányos négyes         | 3:20,98  | 1.       | erőnyerő | erőnyerő | A     | 3:48,24 | 2.    |          |
| Iszkra Velinova Verka Alekszieva Trojanka Vaszileva Szvetlana Gincseva Sztanka Georgieva (kormányos) | Kormányos négypárevezős  | 3:12,13  | 2.       | 3:22,43  | 1.       | A     | 3:34,13 | 4.    | 4.       |

## Kajak-kenu
Férfi
| Versenyző                                                      | Versenyszám         | Előfutam | Előfutam | Előfutam | Vigaszág | Vigaszág | Vigaszág | Elődöntő | Elődöntő | Elődöntő | Döntő   | Döntő    |
| Versenyző                                                      | Versenyszám         | Idő      | Hely.    | Össz.    | Idő      | Hely.    | Össz.    | Idő      | Hely.    | Össz.    | Idő     | Helyezés |
| -------------------------------------------------------------- | ------------------- | -------- | -------- | -------- | -------- | -------- | -------- | -------- | -------- | -------- | ------- | -------- |
| Ivan Manev                                                     | Kajak egyes 500 m   | 1:57,90  | 3.       | 8.       | erőnyerő | erőnyerő | erőnyerő | 1:57,30  | 4.       | 11.*     | kiesett | kiesett  |
| Lazar Hrisztov Boriszlav Boriszov                              | Kajak kettes 500 m  | 1:46,02  | 3.       | 12.      | erőnyerő | erőnyerő | erőnyerő | 1:42,21  | 4.       | 12.      | kiesett | kiesett  |
| Lazar Hrisztov Boriszlav Boriszov                              | Kajak kettes 1000 m | 3:35,94  | 3.       | 8.       | erőnyerő | erőnyerő | erőnyerő | 3:26,76  | 1.       | 2.       | 3:37,30 | 9.       |
| Ivan Manev Bozsidar Milenkov Nikolaj Nacsev Vaszil Csilingirov | Kajak négyes 1000 m | 3:11,39  | 3.       | 9.       | erőnyerő | erőnyerő | erőnyerő | 3:14,35  | 3.       | 7.       | 3:12,94 | 7.       |
| Boriszlav Ananiev                                              | Kenu egyes 500 m    | 2:12,16  | 3.       | 5.       | erőnyerő | erőnyerő | erőnyerő | 2:11,23  | 3.       | 9.       | 1:59,92 | 4.       |
| Boriszlav Ananiev                                              | Kenu egyes 1000 m   | 4:28,18  | 3.       | 7.       | erőnyerő | erőnyerő | erőnyerő | 4:13,39  | 1.       | 2.       | 4:14,41 | 4.       |
| Ivan Burcsin Kraszimir Hrisztov                                | Kenu kettes 500 m   | 1:58,84  | 2.       | 5.       | erőnyerő | erőnyerő | erőnyerő | 1:51,63  | 2.       | 7.       | 1:50,43 | 6.       |
| Ivan Burcsin Kraszimir Hrisztov                                | Kenu kettes 1000 m  | 3:57,13  | 4.       | 9.       | 3:52,00  | 2.       | 4.       | 3:58,74  | 3.       | 5.       | 4:02,44 | 7.       |

Női
| Versenyző                        | Versenyszám        | Előfutam | Előfutam | Előfutam | Vigaszág | Vigaszág | Vigaszág | Elődöntő | Elődöntő | Elődöntő | Döntő   | Döntő    |
| Versenyző                        | Versenyszám        | Idő      | Hely.    | Össz.    | Idő      | Hely.    | Össz.    | Idő      | Hely.    | Össz.    | Idő     | Helyezés |
| -------------------------------- | ------------------ | -------- | -------- | -------- | -------- | -------- | -------- | -------- | -------- | -------- | ------- | -------- |
| Roza Georgieva                   | Kajak egyes 500 m  | 2:14,23  | 4.       | 6.       | 2:10,57  | 2.       | 3.       | 2:10,51  | 3.       | 8.       | 2:08,54 | 9.       |
| Marija Mincseva Natasa Janakieva | Kajak kettes 500 m | 2:00,52  | 7.       | 9.       | 1:56,60  | 2.       | 2.       | 1:53,29  | 2.       | 3.       | 1:55,95 | 7.       |

* - egy másik versenyzővel azonos időt ért el

## Kerékpározás

### Országúti kerékpározás
| Versenyző                                                     | Versenyszám     | Idő              | Helyezés      |
| ------------------------------------------------------------- | --------------- | ---------------- | ------------- |
| Sztojan Bobekov                                               | Mezőnyverseny   | 4:58:35 (+11:43) | 49.           |
| Martin Martinov                                               | Mezőnyverseny   | nem ért célba    | nem ért célba |
| Ivan Popov                                                    | Mezőnyverseny   | nem ért célba    | nem ért célba |
| Negyalko Sztojanov                                            | Mezőnyverseny   | nem ért célba    | nem ért célba |
| Sztojan Bobekov Georgi Fortunov Ivan Popov Negyalko Sztojanov | Csapat időfutam | 2:15:07 (+6:14)  | 12.           |

### Pálya-kerékpározás
Sprintverseny
| Versenyző            | Versenyszám  | 1. forduló                     | 1. forduló | Vigaszág                      | Vigaszág | Nyolcaddöntő                                       | Nyolcaddöntő | Vigaszág selejtező                                   | Vigaszág selejtező | Vigaszág döntő       | Vigaszág döntő | Negyeddöntő          | 5–8. helyért           | 5–8. helyért | Elődöntő             | Döntő                | Helyezés    |
| Versenyző            | Versenyszám  | Ellenfél Győztes idő           | Hely.      | Ellenfél Győztes idő          | Hely.    | Ellenfelek Győztes idő                             | Hely.        | Ellenfelek Győztes idő                               | Hely.              | Ellenfél Győztes idő | Hely.          | Ellenfél Győztes idő | Ellenfelek Győztes idő | Hely.        | Ellenfél Győztes idő | Ellenfél Győztes idő | Helyezés    |
| -------------------- | ------------ | ------------------------------ | ---------- | ----------------------------- | -------- | -------------------------------------------------- | ------------ | ---------------------------------------------------- | ------------------ | -------------------- | -------------- | -------------------- | ---------------------- | ------------ | -------------------- | -------------------- | ----------- |
| Dimo Angelov Toncsev | Férfi egyéni | Gordon Singleton (CAN) · 11,44 | 2.         | Mihaíl Kúndrasz (GRE) · 11,50 | 1.       | Giorgio Rossi (ITA) · Richard Tormen (CHI) · 11,39 | 3.           | Michel Vaarten (BEL) · Julio Echeverry (COL) · 12,61 | 3.                 | kiesett              | kiesett        | kiesett              | kiesett                | kiesett      | kiesett              | kiesett              | helyezetlen |

Időfutam
| Versenyző            | Versenyszám  | Idő      | Helyezés |
| -------------------- | ------------ | -------- | -------- |
| Dimo Angelov Toncsev | Férfi egyéni | 1:08,950 | 14.      |

## Kosárlabda

### Női
| Bolgár női kosárlabdacsapat-játékoskeret                                                                          | Bolgár női kosárlabdacsapat-játékoskeret                                                                                    |
| --- | --- |
| - Kraszimira Bogdanova - Diana Dilova - Kraszima Gjurova - Nadka Golcseva - Todorka Jordanova - Petkana Makaveeva | - Penka Metodieva - Sznezsana Mihajlova - Margarita Starkelova - Gergina Szkerlatova - Marija Sztojanova - Penka Sztojanova |

#### Eredmények
Csoportkör
| 1976. július 19. | Csehszlovákia (TCH) | 66 – 67 | Bulgária (BUL) |  |
| 1976. július 19. | (36–33)             |         |                |  |

| 1976. július 20. | Egyesült Államok (USA) | 95 – 79 | Bulgária (BUL) |  |
| 1976. július 20. | (50–44)                |         |                |  |

| 1976. július 22. | Bulgária (BUL) | 68 – 91 | Szovjetunió (URS) |  |
| 1976. július 22. | (36–53)        |         |                   |  |

| 1976. július 23. | Bulgária (BUL) | 66 – 63 | Japán (JPN) |  |
| 1976. július 23. | (33–37)        |         |             |  |

| 1976. július 25. | Kanada (CAN) | 62 – 85 | Bulgária (BUL) |  |
| 1976. július 25. | (31–37)      |         |                |  |

Végeredmény
| Helyezés | Csapat                 | M | Gy | V | P+  | P–  | Pk   | P  |
| -------- | ---------------------- | - | -- | - | --- | --- | ---- | -- |
| Arany    | Szovjetunió (URS)      | 5 | 5  | 0 | 504 | 346 | +158 | 10 |
| Ezüst    | Egyesült Államok (USA) | 5 | 3  | 2 | 415 | 417 | –2   | 8  |
| Bronz    | Bulgária (BUL)         | 5 | 3  | 2 | 365 | 377 | –12  | 8  |
| 4.       | Csehszlovákia (TCH)    | 5 | 2  | 3 | 351 | 359 | –8   | 7  |
| 5.       | Japán (JPN)            | 5 | 2  | 3 | 405 | 400 | +5   | 7  |
| 6.       | Kanada (CAN)           | 5 | 0  | 5 | 336 | 477 | –141 | 5  |

| Csapat         | Helyezés |
| -------------- | -------- |
| Bulgária (BUL) |          |

## Ökölvívás
| Versenyző            | Versenyszám   | Selejtező         | 32-es főtábla                                 | Nyolcaddöntő                          | Negyeddöntő                  | Elődöntő                 | Döntő             | Helyezés |
| Versenyző            | Versenyszám   | Ellenfél Eredmény | Ellenfél Eredmény                             | Ellenfél Eredmény                     | Ellenfél Eredmény            | Ellenfél Eredmény        | Ellenfél Eredmény | Helyezés |
| -------------------- | ------------- | ----------------- | --------------------------------------------- | ------------------------------------- | ---------------------------- | ------------------------ | ----------------- | -------- |
| Bejhan Fucsedzsiev   | Papírsúly     |                   | Jorge Hernández (CUB) · RSC                   | kiesett                               | kiesett                      | kiesett                  | kiesett           | 17.      |
| Georgi Kosztadinov   | Légsúly       | erőnyerő          | Kim Dzsongcshol (Kim Jeong-Cheol) (KOR) · 5-0 | Alfredo Pérez (VEN) · 0-5             | kiesett                      | kiesett                  | kiesett           | 9.       |
| Cacso Andrejkovszki  | Harmatsúly    | erőnyerő          | Aldo Cosentino (FRA) · KO                     | Ku Jongdzso (Gu Yeong-jo) (PRK) · 0-5 | kiesett                      | kiesett                  | kiesett           | 9.       |
| Rumen Pesev          | Pehelysúly    | erőnyerő          | Gustavo de la Cruz (DOM) · 0-5                | kiesett                               | kiesett                      | kiesett                  | kiesett           | 17.      |
| Cvetan Cvetkov       | Könnyűsúly    | erőnyerő          | Khaidavyn Altankhuyag (MGL) · 5-0             | Parviz Bahmani (IRI) · 5-0            | Howard Davis (USA) · feladta | kiesett                  | kiesett           | 5.       |
| Vladimir Kolev       | Kisváltósúly  | erőnyerő          | Pak Thesik (Park Tae-Sik) (KOR) · 5-0         | Ernst Müller (FRG) · 5-0              | Calistrat Cuţov (ROU) · 5-0  | Andrés Aldama (CUB) · KO | kiesett           |          |
| Plamen Jankov        | Váltósúly     | erőnyerő          | Emilio Correa (CUB) · RSC                     | kiesett                               | kiesett                      | kiesett                  | kiesett           | 17.      |
| Najden Sztancsev     | Nagyváltósúly |                   | Steven Moi (KEN) · nem vett részt             | Vasile Didea (ROU) · 2-3              | kiesett                      | kiesett                  | kiesett           | 9.       |
| Ilian Dimitrov       | Középsúly     |                   | Musa Gariba (GHA) · nem vett részt            | Rufat Riszkijev (URS) · 1-4           | kiesett                      | kiesett                  | kiesett           | 9.       |
| Georgi Sztoimenov    | Félnehézsúly  |                   | Ernesto Sánchez (VEN) · 5-0                   | Janusz Gortat (POL) · feladta         | kiesett                      | kiesett                  | kiesett           | 9.       |
| Atanasz Szapundzsiev | Nehézsúly     |                   | Mahmoud Ahmed Ali (EGY) · visszalépett        | Viktor Ivanov (URS) · 4-1             | Mircea Simion (ROU) · 1-4    | kiesett                  | kiesett           | 5.       |

## Öttusa
| Versenyző                                     | Versenyszám | Lovaglás | Lovaglás | Lovaglás | Lovaglás | Vívás    | Vívás | Vívás | Lövészet | Lövészet | Lövészet | Úszás   | Úszás | Úszás | Futás   | Futás | Futás | Összesen    | Összesen |
| Versenyző                                     | Versenyszám | Idő      | Bünt.    | Pont     | Hely.    | Eredmény | Pont  | Hely. | Pontszám | Pont     | Hely.    | Idő     | Pont  | Hely. | Idő     | Pont  | Hely. | Összes pont | Helyezés |
| --------------------------------------------- | ----------- | -------- | -------- | -------- | -------- | -------- | ----- | ----- | -------- | -------- | -------- | ------- | ----- | ----- | ------- | ----- | ----- | ----------- | -------- |
| Velko Bratanov                                | Egyéni      | 2:10,9   | 36       | 1064     | 25.      | 24–21    | 808   | 17.   | 194      | 1000     | 7.       | 3:56,81 | 980   | 42.   | 13:26,5 | 1147  | 25.   | 4999        | 22.      |
| Nikolaj Nikolov                               | Egyéni      | 2:08,0   | 144      | 956      | 40.      | 18–27    | 664   | 39.   | 191      | 934      | 19.      | 3:45,57 | 1068  | 37.   | 13:41,8 | 1102  | 39.   | 4724        | 36.      |
| Sztojan Zlatev                                | Egyéni      | 1:52,1   | 64       | 1036     | 32.      | 23–22    | 784   | 18.*  | 194      | 1000     | 10.      | 3:36,61 | 1140  | 21.   | 13:59,1 | 1048  | 43.   | 5008        | 21.      |
| Velko Bratanov Nikolaj Nikolov Sztojan Zlatev | Csapat      |          |          | 3056     | 8.       |          | 2349  | 5.    |          | 2934     | 2.       |         | 3188  | 11.   |         | 3297  | 13.   | 14824       | 10.      |

* - öt másik versenyzővel azonos eredményt ért el

## Sportlövészet
Nyílt
| Versenyző        | Versenyszám           | Pont | Helyezés |
| ---------------- | --------------------- | ---- | -------- |
| Dencso Denev     | Szabadpisztoly        | 557  | 8.       |
| Ljubcso Gyakov   | Szabadpisztoly        | 550  | 18.      |
| Sztefan Krasztev | Sportpuska, fekvő     | 591  | 12.      |
| Anka Pelova      | Sportpuska, fekvő     | 582  | 60.      |
| Nonka Matova     | Sportpuska, összetett | 1148 | 11.      |
| Emilijan Vergov  | Sportpuska, összetett | 1139 | 20.      |
| Anton Manolov    | Skeet                 | 188  | 35.      |

## Súlyemelés
| Versenyző             | Versenyszám | Szakítás                 | Szakítás                 | Lökés    | Lökés    | Összesen | Helyezés |
| Versenyző             | Versenyszám | Eredmény                 | Helyezés                 | Eredmény | Helyezés | Összesen | Helyezés |
| --------------------- | ----------- | ------------------------ | ------------------------ | -------- | -------- | -------- | -------- |
| Norair Nurikjan       | 56 kg       | 117,5                    | 1.                       | 145,0    | 1.       | 262,5    |          |
| Georgi Todorov        | 60 kg       | 122,5                    | 3.                       | 157,5    | 2.       | 280,0    |          |
| Todor Todorov         | 60 kg       | érvényes kísérlet nélkül | érvényes kísérlet nélkül | kiesett  | kiesett  | kiesett  | kiesett  |
| Jordan Mitkov         | 75 kg       | 145,0                    | 1.                       | 190,0    | 1.       | 335,0    |          |
| Blagoj Blagoev        | 82,5 kg     | kizárták                 | kizárták                 | kizárták | kizárták | kizárták | kizárták |
| Trendafil Sztojcsev   | 82,5 kg     | 162,5                    | 2.                       | 197,5    | 2.       | 360,0    |          |
| Atanasz Sopov         | 90 kg       | 155,0                    | 6.                       | 205,0    | 2.       | 360,0    |          |
| Valentin Hrisztov     | 110 kg      | kizárták                 | kizárták                 | kizárták | kizárták | kizárták | kizárták |
| Krasztyu Szemerdzsiev | 110 kg      | 170,0                    | 1.                       | 215,0    | 3.       | 385,0    |          |

## Torna
Férfi
| Versenyző                                                                                  | Versenyszám      | Selejtező | Selejtező | Döntő    | Döntő    |
| Versenyző                                                                                  | Versenyszám      | Pontszám  | Helyezés  | Pontszám | Helyezés |
| ------------------------------------------------------------------------------------------ | ---------------- | --------- | --------- | -------- | -------- |
| Sztojan Delcsev                                                                            | Talaj            | 17,95     | 48.       | kiesett  | kiesett  |
| Sztojan Delcsev                                                                            | Ugrás            | 18,15     | 66.       | kiesett  | kiesett  |
| Sztojan Delcsev                                                                            | Korlát           | 18,10     | 46.       | kiesett  | kiesett  |
| Sztojan Delcsev                                                                            | Nyújtó           | 17,40     | 71.       | kiesett  | kiesett  |
| Sztojan Delcsev                                                                            | Gyűrű            | 17,25     | 78.       | kiesett  | kiesett  |
| Sztojan Delcsev                                                                            | Lólengés         | 18,30     | 44.       | kiesett  | kiesett  |
| Sztojan Delcsev                                                                            | Egyéni összetett | 107,15    | 64.       | kiesett  | kiesett  |
| Andrej Keranov                                                                             | Talaj            | 18,65     | 22.       | kiesett  | kiesett  |
| Andrej Keranov                                                                             | Ugrás            | 18,10     | 72.       | kiesett  | kiesett  |
| Andrej Keranov                                                                             | Korlát           | 17,75     | 62.       | kiesett  | kiesett  |
| Andrej Keranov                                                                             | Nyújtó           | 18,35     | 47.       | kiesett  | kiesett  |
| Andrej Keranov                                                                             | Gyűrű            | 17,65     | 68.       | kiesett  | kiesett  |
| Andrej Keranov                                                                             | Lólengés         | 17,70     | 67.       | kiesett  | kiesett  |
| Andrej Keranov                                                                             | Egyéni összetett | 108,20    | 58.       | kiesett  | kiesett  |
| Dimitar Kojcsev                                                                            | Talaj            | 17,30     | 75.       | kiesett  | kiesett  |
| Dimitar Kojcsev                                                                            | Ugrás            | 17,90     | 79.       | kiesett  | kiesett  |
| Dimitar Kojcsev                                                                            | Korlát           | 17,55     | 72.       | kiesett  | kiesett  |
| Dimitar Kojcsev                                                                            | Nyújtó           | 17,70     | 65.       | kiesett  | kiesett  |
| Dimitar Kojcsev                                                                            | Gyűrű            | 18,00     | 62.       | kiesett  | kiesett  |
| Dimitar Kojcsev                                                                            | Lólengés         | 16,55     | 86.       | kiesett  | kiesett  |
| Dimitar Kojcsev                                                                            | Egyéni összetett | 105,00    | 78.       | kiesett  | kiesett  |
| Zsivko Ruszev                                                                              | Talaj            | 17,30     | 75.       | kiesett  | kiesett  |
| Zsivko Ruszev                                                                              | Ugrás            | 17,85     | 80.       | kiesett  | kiesett  |
| Zsivko Ruszev                                                                              | Korlát           | 15,40     | 89.       | kiesett  | kiesett  |
| Zsivko Ruszev                                                                              | Nyújtó           | 17,25     | 76.       | kiesett  | kiesett  |
| Zsivko Ruszev                                                                              | Gyűrű            | 18,40     | 49.       | kiesett  | kiesett  |
| Zsivko Ruszev                                                                              | Lólengés         | 17,00     | 82.       | kiesett  | kiesett  |
| Zsivko Ruszev                                                                              | Egyéni összetett | 103,20    | 83.       | kiesett  | kiesett  |
| Georgi Todorov                                                                             | Talaj            | 17,85     | 55.       | kiesett  | kiesett  |
| Georgi Todorov                                                                             | Ugrás            | 18,85     | 22.       | kiesett  | kiesett  |
| Georgi Todorov                                                                             | Korlát           | 17,20     | 81.       | kiesett  | kiesett  |
| Georgi Todorov                                                                             | Nyújtó           | 18,10     | 55.       | kiesett  | kiesett  |
| Georgi Todorov                                                                             | Gyűrű            | 17,50     | 54.       | kiesett  | kiesett  |
| Georgi Todorov                                                                             | Lólengés         | 17,00     | 82.       | kiesett  | kiesett  |
| Georgi Todorov                                                                             | Egyéni összetett | 106,50    | 66.       | kiesett  | kiesett  |
| Toncso Todorov                                                                             | Talaj            | 17,05     | 85.       | kiesett  | kiesett  |
| Toncso Todorov                                                                             | Ugrás            | 18,00     | 77.       | kiesett  | kiesett  |
| Toncso Todorov                                                                             | Korlát           | 15,60     | 88.       | kiesett  | kiesett  |
| Toncso Todorov                                                                             | Nyújtó           | 16,90     | 85.       | kiesett  | kiesett  |
| Toncso Todorov                                                                             | Gyűrű            | 17,10     | 82.       | kiesett  | kiesett  |
| Toncso Todorov                                                                             | Lólengés         | 17,05     | 81.       | kiesett  | kiesett  |
| Toncso Todorov                                                                             | Egyéni összetett | 101,70    | 87.       | kiesett  | kiesett  |
| Sztojan Delcsev Andrej Keranov Dimitar Kojcsev Zsivko Ruszev Georgi Todorov Toncso Todorov | Csapat összetett |           |           | 532,60   | 12.      |

Női
| Versenyző                                                                                      | Versenyszám      | Selejtező | Selejtező | Döntő    | Döntő    |
| Versenyző                                                                                      | Versenyszám      | Pontszám  | Helyezés  | Pontszám | Helyezés |
| ---------------------------------------------------------------------------------------------- | ---------------- | --------- | --------- | -------- | -------- |
| Galina Janeva                                                                                  | Talaj            | 18,45     | 57.       | kiesett  | kiesett  |
| Galina Janeva                                                                                  | Ugrás            | 18,55     | 44.       | kiesett  | kiesett  |
| Galina Janeva                                                                                  | Felemás korlát   | 18,55     | 55.       | kiesett  | kiesett  |
| Galina Janeva                                                                                  | Gerenda          | 18,20     | 40.       | kiesett  | kiesett  |
| Galina Janeva                                                                                  | Egyéni összetett | 73,75     | 52.       | 74,525   | 28.      |
| Szvetlana Kasteljan                                                                            | Talaj            | 18,25     | 73.       | kiesett  | kiesett  |
| Szvetlana Kasteljan                                                                            | Ugrás            | 18,35     | 63.       | kiesett  | kiesett  |
| Szvetlana Kasteljan                                                                            | Felemás korlát   | 17,95     | 80.       | kiesett  | kiesett  |
| Szvetlana Kasteljan                                                                            | Gerenda          | 16,90     | 84.       | kiesett  | kiesett  |
| Szvetlana Kasteljan                                                                            | Egyéni összetett | 71,45     | 79.**     | kiesett  | kiesett  |
| Marija Kircseva                                                                                | Talaj            | 18,35     | 65.       | kiesett  | kiesett  |
| Marija Kircseva                                                                                | Ugrás            | 18,40     | 56.       | kiesett  | kiesett  |
| Marija Kircseva                                                                                | Felemás korlát   | 18,45     | 61.       | kiesett  | kiesett  |
| Marija Kircseva                                                                                | Gerenda          | 18,00     | 49.       | kiesett  | kiesett  |
| Marija Kircseva                                                                                | Egyéni összetett | 73,20     | 60.*      | kiesett  | kiesett  |
| Nina Kosztova                                                                                  | Talaj            | 18,75     | 37.       | kiesett  | kiesett  |
| Nina Kosztova                                                                                  | Ugrás            | 18,50     | 51.       | kiesett  | kiesett  |
| Nina Kosztova                                                                                  | Felemás korlát   | 18,85     | 41.       | kiesett  | kiesett  |
| Nina Kosztova                                                                                  | Gerenda          | 18,50     | 25.       | kiesett  | kiesett  |
| Nina Kosztova                                                                                  | Egyéni összetett | 74,60     | 36.***    | 74,350   | 31.      |
| Veszela Mateeva                                                                                | Talaj            | 18,30     | 66.       | kiesett  | kiesett  |
| Veszela Mateeva                                                                                | Ugrás            | 18,40     | 56.       | kiesett  | kiesett  |
| Veszela Mateeva                                                                                | Felemás korlát   | 18,55     | 55.       | kiesett  | kiesett  |
| Veszela Mateeva                                                                                | Gerenda          | 18,20     | 40.       | kiesett  | kiesett  |
| Veszela Mateeva                                                                                | Egyéni összetett | 73,45     | 57.*      | kiesett  | kiesett  |
| Nagya Satarova                                                                                 | Talaj            | 18,65     | 49.       | kiesett  | kiesett  |
| Nagya Satarova                                                                                 | Ugrás            | 18,55     | 44.       | kiesett  | kiesett  |
| Nagya Satarova                                                                                 | Felemás korlát   | 18,90     | 38.       | kiesett  | kiesett  |
| Nagya Satarova                                                                                 | Gerenda          | 17,80     | 58.       | kiesett  | kiesett  |
| Nagya Satarova                                                                                 | Egyéni összetett | 73,90     | 47.**     | 75,150   | 21.      |
| Galina Janeva Szvetlana Kasteljan Marija Kircseva Nina Kosztova Veszela Mateeva Nagya Satarova | Csapat összetett |           |           | 369,615  | 10.      |

* - egy másik versenyzővel azonos eredményt ért el

** - két másik versenyzővel azonos eredményt ért el

** - három másik versenyzővel azonos eredményt ért el

## Úszás
Férfi
| Versenyző                                                      | Versenyszám          | Előfutam | Előfutam | Előfutam | Elődöntő | Elődöntő | Elődöntő | Döntő   | Döntő    |
| Versenyző                                                      | Versenyszám          | Idő      | Hely.    | Össz.    | Idő      | Hely.    | Össz.    | Idő     | Helyezés |
| -------------------------------------------------------------- | -------------------- | -------- | -------- | -------- | -------- | -------- | -------- | ------- | -------- |
| Sztefan Georgiev                                               | 100 m gyors          | 53,85    | 2.       | 24.      | kiesett  | kiesett  | kiesett  | kiesett | kiesett  |
| Nikolaj Ganev                                                  | 200 m gyors          | 2:00,54  | 6.       | 43.      |          |          |          | kiesett | kiesett  |
| Petar Georgiev                                                 | 200 m gyors          | 2:00,70  | 7.       | 44.      |          |          |          | kiesett | kiesett  |
| Kraszimir Sztojkov                                             | 100 m hát            | 1:00,24  | 4.       | 17.      | kiesett  | kiesett  | kiesett  | kiesett | kiesett  |
| Kraszimir Sztojkov                                             | 200 m hát            | 2:09,67  | 4.       | 19.      |          |          |          | kiesett | kiesett  |
| Petar Georgiev Sztefan Georgiev Antoni Sztatelov Nikolaj Ganev | 4 × 200 m gyorsváltó | 7:57,08  | 4.       | 13.      |          |          |          | kiesett | kiesett  |

## Vívás
Férfi
| Versenyző                                                               | Versenyszám  | Selejtező | Selejtező | Selejtező | Selejtező | Selejtező | Selejtező | Főtábla           | Főtábla           | Vigaszág          | Vigaszág          | Vigaszág          | Döntő             | Döntő   | Helyezés |
| Versenyző                                                               | Versenyszám  | 1. kör | 1. kör    | 2. kör | 2. kör    | 3. kör | 3. kör    | 1. kör            | 2. kör            | 1. kör            | 2. kör            | 3. kör            | Döntő             | Döntő   | Helyezés |
| Versenyző                                                               | Versenyszám  | Ellenfél Eredmény | Hely.     | Ellenfél Eredmény | Hely.     | Ellenfél Eredmény | Hely.     | Ellenfél Eredmény | Ellenfél Eredmény | Ellenfél Eredmény | Ellenfél Eredmény | Ellenfél Eredmény | Ellenfél Eredmény | Hely.   | Helyezés |
| ----------------------------------------------------------------------- | ------------ | --- | --------- | --- | --------- | --- | --------- | ----------------- | ----------------- | ----------------- | ----------------- | ----------------- | ----------------- | ------- | -------- |
| Trajan Dimitrov                                                         | Kard, egyéni | I. csoport · Dan Irimiciuc (ROU) · 1-5 · Philippe Bena (FRA) · 2-5 · Tycho Weißgerber (FRG) · 4-5 · Taweewat Horrapun (THA) · 3-5 · César Bejarano (PAR) · 5-4 | 5.        | kiesett | kiesett   | kiesett | kiesett   | kiesett           | kiesett           | kiesett           | kiesett           | kiesett           | kiesett           | kiesett | 38.      |
| Miroszlav Dudekov                                                       | Kard, egyéni | H. csoport · Mario Aldo Montano (ITA) · 0-5 · Richard Cohen (GBR) · 2-5 · Francisco de la Torre (CUB) · 4-5 · Sutipong Santitavakul (THA) · 5-1                | 4.        | E. csoport · Manuel Ortíz (CUB) · 2-5 · Michele Maffei (ITA) · 1-5 · Józef Nowara (POL) · 3-5 · Philippe Bena (FRA) · 5-0 · Peter Urban (CAN) · 5-0          | 4.        | D. csoport · Vlagyimir Nazlimov (URS) · 2-5 · Mario Aldo Montano (ITA) · 1-5 · Francisco de la Torre (CUB) · 2-5 · Peter Westbrook (USA) · 3-5 · Leszek Jabłonowski (POL) · 5-3 | 5.        | kiesett           | kiesett           | kiesett           | kiesett           | kiesett           | kiesett           | kiesett | 21.      |
| Anani Mihajlov                                                          | Kard, egyéni | B. csoport · Paul Apostol (USA) · 5-4 · John Deanfield (GBR) · 5-1 · Ahmed Eskandarpour (IRI) · 5-1 · Jacek Bierkowski (POL) · 3-5                             | 1.        | A. csoport · Francisco de la Torre (CUB) · 1-5 · Ioan Pop (ROU) · 4-5 · Paul Apostol (USA) · 5-4 · Richard Cohen (GBR) · 5-4 · Taweewat Horrapun (THA) · 5-1 | 3.        | A. csoport · Viktor Szigyak (URS) · 1-5 · Gedővári Imre (HUN) · 2-5 · Dan Irimiciuc (ROU) · 0-5 · Tycho Weißgerber (FRG) · 4-5 · Patrick Quivrin (FRA) · 5-3                    | 6.        | kiesett           | kiesett           | kiesett           | kiesett           | kiesett           | kiesett           | kiesett | 22.      |
| Miroszlav Dudekov Konsztantin Dzselepov Hriszto Hrisztov Anani Mihajlov | Kard, csapat | A. csoport · Franciaország (FRA) · 5-11 · Szovjetunió (URS) · 5-11                                                                                             | 3.        | |           | |           | kiesett           | kiesett           |                   |                   |                   | kiesett           | kiesett | 9.       |